# Stijenj
Stijenj (razgovorno fitilj ili štapin) je goriva vrpca kojom se na daljinu ili s vremenskim odmakom pale lakozapaljive pirotehničke smjese ili kapsule kojima se izaziva detonacija razornih eksplozivnih punjenja. Djeluje prijenosom vatrenog ili eksplozivnoga vala. Nalik je užetu koje se nekoć, natopljeno zapaljivom tvari i posuto zrncima baruta, koristilo za paljenje minskih punjenja. Danas postoje sporogorivi i brzogorivi stijenj: 
- sporogorivi stijenj ima srž od baruta i gori brzinom od jednoga metra za 90 do 150 sekundi. Služi za paljenje pojedinačnih punjenja ili brzogorivog stijenja.
- brzogorivi stijenj ili detonirajući stijenj ima srž od brizantnog eksploziva (tetril, trotil, heksogen i drugo) i detonira brzinom od nekoliko tisuća metara u sekundi. Obično služi za istodobno paljenje većega broja eksplozivnih punjenja spojenih u mrežu, na primjer kod rušenja starih građevina.

Stijenjem se također naziva nit ili vrpca od upredenih pamučnih vlakana koja natopljena parafinom ili uljem gori u svijeći ili svjetiljci i tako daje svjetlost.